# Clara Pinillos
Clara Isabel Pinillos Abozaglo es una política colombiana.
Nacida en Cúcuta, Norte de Santander el 2 de abril de 1954. Creció en Villavicencio, Meta; abogada de la Universidad Javeriana, empezó a desarrollar toda su carrera política en el departamento de Cundinamarca, y al interior del Partido Liberal. En 1988 es elegida diputada de Cundinamarca, y en 1991 logra un escaño en el Senado de Colombia. En 1994 pierde la posibilidad de ser reelegida, pero se vincula al gobierno nacional, como Consejera para la Coordinación Internacional. En 1998 regresa al Congreso como Representante a la Cámara, siendo reelecta en 2002 y 2006. En 2007 es elegida para la Dirección Nacional Adjunta del Partido Liberal. En 2010 pierde la elección para el Senado de la República.
Es hermana del también excongresista Antonio José Pinillos y fue esposa del exministro y exgobernador Julio César Sánchez.
- Datos: Q5771147